# Proszynskiana aeluriforma
Proszynskiana aeluriforma là một loài nhện trong họ Salticidae.
Loài này thuộc chi Proszynskiana. Proszynskiana aeluriforma được Dmitri Viktorovich Logunov & Rakov miêu tả năm 1998.